# Christiaan Constantijn Rumpf

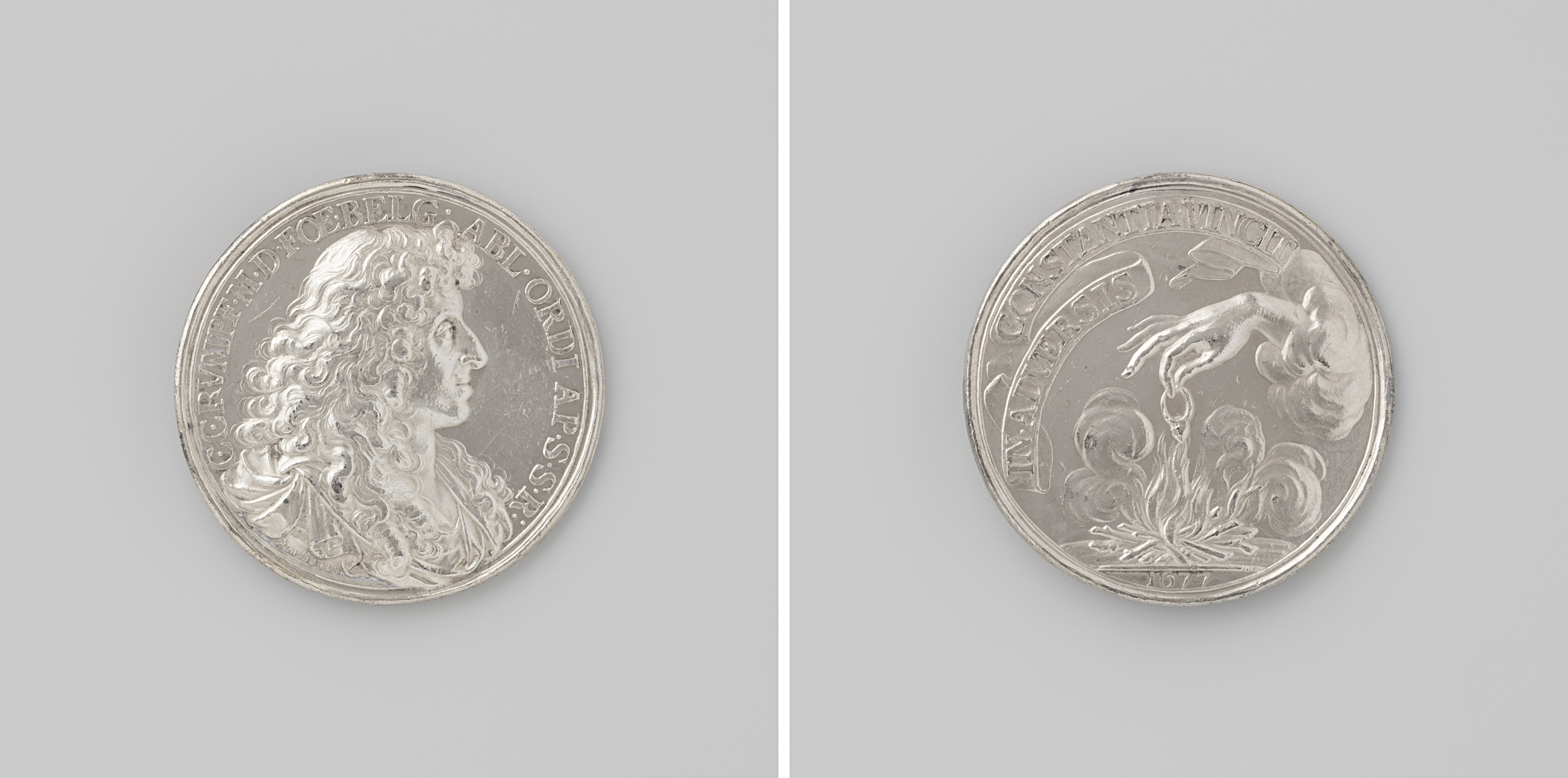
Gedenkpenning met links de beeltenis van Christiaan Constantijn Rumpf, gemaakt ter ere van het gesloten verbond voor de koophandel in 1675. Rijksmuseum Amsterdam.

Christiaan Constantijn Rumpf (Den Haag, 7 april 1633 - Stockholm, 2 augustus 1706), was een Nederlandse diplomaat in dienst van de Republiek der Zeven Verenigde Nederlanden. Hij was van 1663 tot 1674 secretaris ambassadeur van de Nederlandse ambassade in Parijs. In de periode 1672-1674 heeft hij een journaal bijgehouden van zijn activiteiten in Parijs, dit journaal ligt nu in het Nationaal Archief. In 1674 werd hij als resident ambassadeur naar Zweden gestuurd, hier sloot hij in 1675 een zeer gunstig verbond voor de koophandel. Hij stierf in 1706 en werd begraven in de Mariakerk in Stockholm.